# هنریک بی‌یلسکی
هنریک بی‌یلسکی (لهستانی: Henryk Bielski؛ زادهٔ ۱۹ ژانویهٔ ۱۹۳۵) یک کارگردان فیلم اهل لهستان است.
از فیلم‌ها یا مجموعه‌های تلویزیونی که وی در آن‌ها نقش داشته است، می‌توان به ترانه عاشقانه‌ای برای یانوشک و «کشیش قهرمان» اشاره نمود که در سیزدهمین جشنواره بین‌المللی فیلم مسکو به‌نمایش درآمد.